# Henry Duey
Henry Ludwig Duey (ur. 10 listopada 1929 w Chicago, zm. 13 lutego 1993 w Chipley) – amerykański sztangista, olimpijczyk.

## Życiorys
Urodził się w Chicago w stanie Illinois. Zdobył brązowy medal indywidualnie na igrzyskach w Los Angeles w kategorii do 82,5 kg.
Zmarł 13 lutego 1993 w Chipley na Florydzie.